# Bataille de Königinhof
Guerre austro-prussienne
Batailles
- front austro-prussien

- Hühnerwasser
- Podol
- Trautenau
- Nachod
- Langensalza
- Oswiecim
- Münchengrätz
- Soor
- Skalitz
- Gitschin
- Königinhof
- Schweinschædel
- Sadowa (Königgrätz)
- Dermbach
- Kissingen
- Frohnhofen
- Aschaffenbourg
- Hundheim
- Blumenau
- Tauberbischofsheim
- Werbach
- Helmstadt/Uettingen
- Gerchsheim
- Uettingen/Roßbrunn/Hettstadt

- front austro-italien

- Custoza
- Val Vestino
- Cimego
- Pieve di Ledro
- Monte Nota
- Monte Suello
- Lissa
- Bezzecca
- Primolano
- Borgo
- Cimego
- Levico
- Versa

La bataille de Königinhof, qui a lieu le 18 juin 1866, est l'avant-dernière bataille entre Prussiens et Autrichiens avant la bataille de Sadowa, qui a lieu quatre jours plus tard.

## Situation initiale
Le 1er corps d'armée prussien est vaincu le 27 juin à la bataille de Trautenau par le 10e corps d'armée autrichien sous le commandement du Ludwig von Gablenz. Les troupes du général von Bonin perdent leur rôle de formation de commandement et sont remplacées le lendemain par le corps de la Garde prussien sous les ordres du prince Auguste de Wurtemberg. Gablenz retire son corps épuisé de Trautenau à Soor et demande des renforts à son supérieur Benedek. Gablenz essaye de diriger l'avance des troupes de la Garde grâce à des tirs d'artillerie concentrés du nord et de l'est vers Staudenz et de l'y bloquer. Il veut ainsi permettre aux unités du 4e corps sous le commandement du Tassilo Festetics de Tolna de prendre la Garde à revers par le sud. Le 28 juin, le combat de Soor et Burkersdorf a lieu. La 1re division de la Garde prussienne, sous le commandement du lieutenant-général Wilhelm Hiller von Gärtringen repousse avec succès les défenseurs autrichiens à Staudenz. En même temps, la 2e division de la Garde du général Heinrich von Plonski coupe la brigade autrichienne Grivicic du reste du 10e corps et les anéantit presque complètement dans la bataille de Burkersdorf.
Suivant les ordres du chef d'état-major von Moltke, le corps de la Garde cherche à établir une liaison avec le 1er corps d'armée et le 5e corps d'armée sur l'Elbe près de Königinhof après les batailles de Burkersdorf et d'Alt-Rognitz. Le général von Moltke s'attend à ce que l'ensemble de la 2e armée prussienne fasse sa jonction entre Gradlitz et Königinhof. Les Autrichiens vaincus et en retraite n'offrent que des forces faibles pour s'opposer à la poursuite de l'avancée des troupes de la Garde prussienne sur l'Elbe.

## La bataille
Le gros du 4e corps autrichien a poursuivi sa route vers le sud-ouest en direction de Königinhof. Sous le commandement du colonel von Stocklin, le 6e régiment d'infanterie Coronini (Hongrie), de la brigade Fleischhacker, attendt les Prussiens dans l'avant-terrain nord-est et dans la ville même. Au sud-ouest de la ville, avec l'Elbe comme obstacle naturel devant soi, se trouvent en outre plusieurs batteries d'artillerie. Celles-ci appartiennent au 10e corps d'armée autrichien qui bat en retraite.
Les Prussiens s'approchent de Königinhof et de ses deux importants passages sur l'Elbe par le nord-est, en traversant la forêt du royaume sur la chaussée de Königinhof. Dans la forêt elle-même, de part et d'autre de la chaussée de Königinhof, les troupes de la Garde ont déjà une impression de troupes ennemies battues. On peut voir des pièces d'équipement de toutes sortes abandonnées sur place.
Vers 15 heures, l'avant-garde du colonel von Kessel sort de la forêt de Königreich. Repérant les colonnes ennemies en retrait de l'autre côté de l'Elbe, von Kessel fait mettre en place deux batteries positionnées afin de mettre l'ennemi sous le feu. Alors que l'avant-garde poursuit son avancée, la canonnade est inefficace en raison de la trop grande distance. En revanche, les unités de Stocklins qui attendent à l'extérieur de la ville commencent à s'affronter. Celles-ci s'étaient mises à l'abri dans des champs de blé et prennent maintenant les premiers Prussiens sous le feu. Le lieutenant-colonel Waldersee, à la tête de la 2e compagnie de chasseurs et de la 9e compagnie du régiment de fusiliers de la Garde déploie aussitôt ses hommes et tente de son côté de contourner les Autrichiens. Les 10e, 11e et 12e compagnies ayant rapidement suivi Waldersee, les Autrichiens abandonnent leur position à l'avant de la ville. Ils se retirent en bon ordre dans la ville, même s'ils subissent d'importantes pertes.
Les hommes du colonel von Stocklin sont bien retranchés à l'entrée nord de la ville, mais les Prussiens font irruption dans la ville dès la première assaut. Les 10e et 11e compagnies des fusiliers de la Garde peuvent y faire les premiers prisonniers et atteignent même la place du marché. Lorsque les deux 12e compagnies du 1er régiment à pied de la Garde et ses fusiliers de la Garde prussiens pénètrent dans la ville par d'autres moyens, de vives escarmouches se développèrent, à la suite desquelles les Autrichiens sont de plus en plus acculés. En raison d'une situation confuse, le régiment d'infanterie Coronini perd même le drapeau de son 3e bataillon. Surpris par cet incident, une grande partie du régiment se rend. Quelques-uns s'échappent par les ponts de l'Elbe encore ouverts pour rejoindre leurs propres troupes.
Les Prussiens avancent ensuite jusqu'aux ponts de l'Elbe. Le pont ouest de l'Elbe est d'abord pris sans combat par la 12e compagnie de fusiliers de la Garde. La 9e compagnie du 2e régiment à pied de la Garde est chargée de prendre le pont sud, ce qui est fait. La compagnie est accompagnée du bataillon du génie de la Garde, sous les ordres du capitaine von Adler, qui doivent si nécessaire faire sauter le pont si les Autrichiens doivent à nouveau envahir la ville après sa prise. La 9e compagnie du 2e régiment à pied de la Garde attend courageusement sur le pont, sous le feu des batteries ennemies, jusqu'à la relève par le bataillon de grenadiers du 2e régiment à pied de la Garde.
La tentative des Prussiens d'utiliser des détachements de hussards de la Garde et de fusiliers de la Garde pour amener les batteries et les opérateurs ennemis à abandonner échoue. Ainsi la canonnade des Autrichiens continue.
Les craintes des Prussiens que les Autrichiens veulent récupérer Königinhof ne se sont pas matérialisées.

## Pertes
Le régiment d'infanterie Coronini s'est trouvé dans une position perdue dès le début. Il s'est acquitté de sa tâche de maintenir les troupes de la Garde prussienne loin de l'Elbe avec honneur et sacrifice. Bien que le corps de la Garde prussienne n'ait progressivement conduit qu'environ 5 000 hommes sur le terrain, le combat est néanmoins inégal, car on suppose que seuls 800 Autrichiens se trouvent dans et autour de Königinhof.
Le régiment d'infanterie Coronini disparaît presque à Königinhof, il perd son commandant, le colonel von Stocklin, qui se rend avec une grande partie de son régiment. Le bataillon perd son drapeau. Les Autrichiens perdent environ 600 hommes à Königinhof, dont 100 morts. Les Prussiens prennent Königinhof avec relativement peu de pertes.